# Saosin
Saosin é uma banda americana de rock formada em 2003 no Condado de Orange (Califórnia). O grupo originalmente consistia de Beau Burchell, Justin Shekoski, Zach Kennedy e Anthony Green. Eles lançaram seu EP de estreia, Translating the Name, em 2003. No ano seguinte, Green deixou a banda e Cove Reber entrou como vocalista. A banda lançou seu álbum de estreia autointitulado em 2006 pela Capitol Records.
Seu segundo álbum de estúdio, In Search of Solid Ground (2009), lançado pela Virgin Records, apresentou faixas regravadas do EP anterior da banda, The Grey EP. Reber deixou a banda em 2010, resultando em um hiato. O Saosin se reuniu em 2013 com todos os membros originais, exceto Kennedy, e voltou a fazer turnês. Em 2016, lançaram seu terceiro álbum de estúdio, Along the Shadow, marcando o retorno de Green à formação. O álbum foi lançado pela Epitaph Records.

## Estilo musical
O estilo musical do Saosin é frequentemente associado ao emo e ao post-hardcore, sendo a banda conhecida por suas harmonias vocais e pelas técnicas distintas de guitarra solo, como uso de delays e harmônicos naturais. Ao longo de várias mudanças de formação, Burchell permaneceu como o único membro consistente da banda desde sua criação.
O Saosin foi descrito como post-hardcore, emo, indie rock, rock alternativo, screamo e metal. Corey Apar, do AllMusic, descreveu o som da banda como "poderoso" e, segundo ele, o nome da banda é derivado de uma frase chinesa que significa literalmente "coração pequeno", sendo usada para transmitir cautela ou um aviso.